# Zbrodnia w Złoczewie
Zbrodnia w Złoczewie 1939 – masowy mord na polskiej i żydowskiej ludności cywilnej dokonany przez Niemców w przygranicznym miasteczku Złoczew podczas kampanii wrześniowej 1939 roku. W nocy 3/4 września 1939 esesmani z pułku „Leibstandarte Adolf Hitler” wspólnie z żołnierzami 17 Dywizji Piechoty zamordowali około 200 mężczyzn, kobiet i dzieci – mieszkańców Złoczewa oraz uchodźców z sąsiednich miejscowości. Na skutek dokonanych przez Niemców podpaleń zagładzie uległo 80 procent zabudowy miasteczka.

## Preludium
Złoczew jest niewielkim miasteczkiem położonym przy szosie Wrocław–Łódź, niespełna 23 kilometry na południe od Sieradza. W 1939 liczył około 5300 mieszkańców, z czego 39 procent stanowiła ludność żydowska. W owym czasie Złoczew był położony w strefie przygranicznej – zaledwie 40 kilometrów od ówczesnej granicy polsko-niemieckiej.
W ciągu pierwszych dwóch dni wojny w miasteczku zgromadziło się wielu uchodźców, którzy starali się uciec na wschód przed nadciągającymi wojskami niemieckimi. 3 września 1939 niebroniony Złoczew został bez jednego wystrzału zajęty przez oddziały niemieckiej 8 Armii. Niemieckie kolumny zmotoryzowane szybko przejechały przez miasteczko, kierując się dalej na wschód. W dworku Tyszkiewiczów zatrzymał się niemiecki sztab.

## Masakra
W nocy z 3 na 4 września niemieccy żołnierze niespodziewanie przystąpili do podpalania domów i mordowania ludności Złoczewa. Na skutek ostrzału z broni maszynowej, wybuchów granatów oraz w pożarach wznieconych przez żołnierzy SS-Verfügungstruppe i Wehrmachtu zginęły dziesiątki Polaków i Żydów. Z zeznań świadków wynika, że niemieccy żołnierze otwierali ogień do każdego napotkanego cywila, nawet do tych, którzy próbowali uciec z płonących budynków. Wiele ofiar zostało zamordowanych z wyjątkową brutalnością – relacje świadków mówią między innymi o wrzucaniu ludzi żywcem do płonących domów oraz o mordowaniu małych dzieci kolbami karabinowymi. Wśród zamordowanych znalazł się polski żołnierz, który zgubiwszy swoją jednostkę, zaplątał się do Złoczewa. Niemieccy żołnierze zakłuli go na śmierć bagnetami.
Łącznie zamordowano tej nocy 200 Polaków i Żydów, mężczyzn, kobiet i dzieci. Po wojnie udało się zidentyfikować 71 ofiar – z czego 58 pochodzących ze Złoczewa. Zdecydowaną większość zamordowanych stanowili uchodźcy z sąsiednich miejscowości (m.in. Lututowa i Wielunia). Wywołane przez niemieckich żołnierzy pożary trwały kilka dni. W ich rezultacie Złoczew został spalony w 80 procentach. Zagładzie uległy 243 budynki mieszkalne i gospodarcze. Sceneria płonącego Złoczewa została później wykorzystana w nazistowskiej kronice filmowej.
Zbrodni w Złoczewie dokonali esesmani z pułku „Leibstandarte Adolf Hitler” oraz żołnierze Wehrmachtu z 95 pułku 17 Dywizji Piechoty.

## Po wojnie
Śledztwo w sprawie masakry w Złoczewie prowadziła po zakończeniu wojny zachodnioniemiecka prokuratura. Umorzyła ona postępowanie, twierdząc iż nie sposób ustalić, które konkretnie pododdziały 17 D. Piech. i pułku SS „Leibstandarte Adolf Hitler” znajdowały się w tym czasie w Złoczewie. Ponadto niemieccy prokuratorzy uznali, iż krwawa pacyfikacja miasteczka mogła być spowodowana „wrogim zachowaniem polskiej ludności cywilnej”. Przyznano przy tym, iż niektóre zabójstwa dokonane przez niemieckich żołnierzy (jak zamordowanie 1,5-rocznego dziecka kolbą karabinu) stanowiły zbrodnię wojenną, lecz śledztwo umorzono, gdyż „do wniesienia oskarżenia konieczne byłoby zidentyfikowanie sprawcy i przesłuchanie go”, co z góry uznano za niemożliwe.